# Nuraghe Voes
Il nuraghe Voes si trova in territorio di Nule ed è uno dei complessi nuragici più maestosi dell'intera Sardegna.
È l'epicentro di un'area dove sono presenti diversi nuraghi, fra questi il nuraghe trilobato Launidde, e la tomba dei giganti di Isporo indagati da Antonio Taramelli nel 1931.
Gli altri nuraghi complessi non seguono il modello trilobato, tra questi si notano i nuraghi Appiu (Benetutti) e Costa (Foresta Burgos). Il nuraghe monotorre di Eddutta, il protonuraghe Duscamine nuraghe a corridoio, che si erge sull'altopiano alla quota di 720 metri s.l.m., attorno si rilevano tracce di capanne che probabilmente costituivano un villaggio. 

## Descrizione
L'intero complesso rappresenta un importante esempio di architettura megalitica. Il nuraghe è il risultato di una progressione edilizia: un nucleo primitivo, al cui si addossa una costruzione secondaria, comprendente l’atrio d’ingresso, le celle e le gallerie di collegamento. La torre principale, che in origine era su due piani, al momento attuale si conserva solo la parte inferiore, presenta una interessante camera cupolata.
Il nuraghe ha una struttura architettonica complessa: è un nuraghe trilobato e a profilo concavo-convesso, con al piano terra 4 camere di forma circolare e copertura a tholos. La struttura in parte richiama il Nuraghe Santu Antine di Torralba. L'ingresso al bastione, al momento per gran parte interrato, si apre sul lato meridionale e immette, dopo un breve corridoio, in un piccolo cortile rettangolare: sulle pareti, di questo locale a cielo aperto, si aprono gli ingressi dei corridoi che conducevano alla camera della torre centrale e ai vani delle due torri secondarie. Queste ultime erano collegate agli ambienti della torre secondaria attraverso corridoi rettilinei, disposti su due livelli, innestati all'interno della massa muraria del bastione: i vani di collegamento, a sezione ogivale, sono stati realizzati con lo stesso sistema costruttivo del nuraghe Santu Antine.

## Studi
L'archeologo Francesco Nissardi, già allievo dello Spano, tecnico della règia soprintendenza, da tempo sapeva di questo importante monumento e nell’autunno del 1906, con liberalità, lo fece conoscere all'archeologo inglese Duncan Mackenzie e all’architetto disegnatore F.H. Newton, durante la prima delle sue diverse visite fatte in Sardegna